# John Swartzwelder
John Swartzwelder (født 16. november 1950) er en amerikansk skribent, som er bedst kendt for sit arbejde på serien The Simpsons, og en del noveller. Han anerkendes for at have skrevet de fleste The Simpsons-episoder (59 fulde episoder, med bidrag til fire andre). 